# Xanthogramma caucasica
Xanthogramma caucasica är en tvåvingeart som beskrevs av Violovitsh 1975. Xanthogramma caucasica ingår i släktet kilblomflugor, och familjen blomflugor. Inga underarter finns listade i Catalogue of Life.